# Sistema fotometrico UBV
Il sistema fotometrico UBV, detto anche sistema di Johnson (o sistema  di Johnson-Morgan), è un sistema fotometrico a banda larga per la classificazione delle stelle in base al loro colore. È stato tra i primi sistemi fotometrici ad essere standardizzato. Inizialmente concepito per essere utilizzato con fotometri fotoelettrici Philips 1PP21 è stato poi lievemente modificato per adattarsi anche ad altri tipi di rivelatori. Le lettere U, B, V indicano magnitudine ultravioletta, blu e visuale, misurate per una stella per poterla classificare in un sistema UBV. La scelta dei colori sulla parte finale verso il blu nello spettro è dovuta al fatto che le lastre fotografiche sono meglio impressionate da questi colori. Fu introdotto negli anni cinquanta dagli astronomi statunitensi Harold Lester Johnson e William Wilson Morgan.
I filtri sono selezionati in maniera tale da avere lunghezze d'onda medie pari a 364 nm per U, 442 nm per B e 540 nm per V. Il valore zero delle scale B-V e U-B è assunto dalle stelle di classe spettrale A0, che appaiono di colore bianco.
Il sistema UBV presenta alcuni svantaggi. La corta lunghezza d'onda di taglio del filtro U è dovuta principalmente all'assorbimento introdotto dall'atmosfera terrestre più che dal filtro stesso; come conseguenza si ha che esso (e le magnitudini osservate) possono variare con l'altitudine e con le condizioni atmosferiche. In ogni caso molte misure vengono effettuate in questo sistema (ad esempio quelle di gran parte delle stelle luminose).